# 降車ボタン

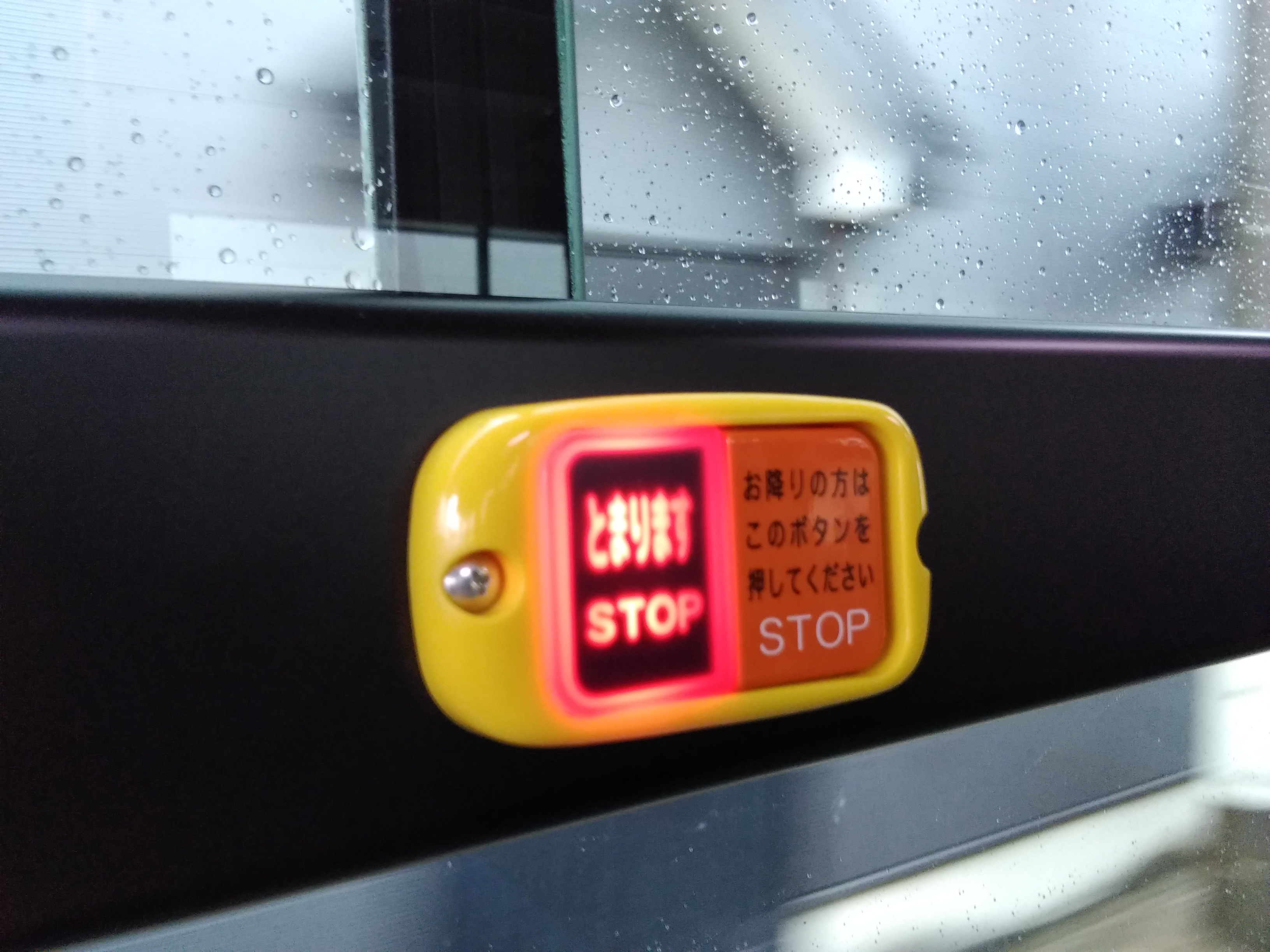
日本の降車ボタン(点灯時)
（オージ製・WS-260SGS）

降車ボタン（こうしゃボタン）は、ワンマン運転を実施している路線バス・路面電車内で乗客が途中下車を運転士に知らせるボタンである。事業者局によっては「札ボタン」や「ブザー」と呼ぶ場合もある。一般社団法人日本自動車車体工業会（JABIA）では「バス用乗客降車合図装置（B1004）」という名称で規格が定められている。

## 概要

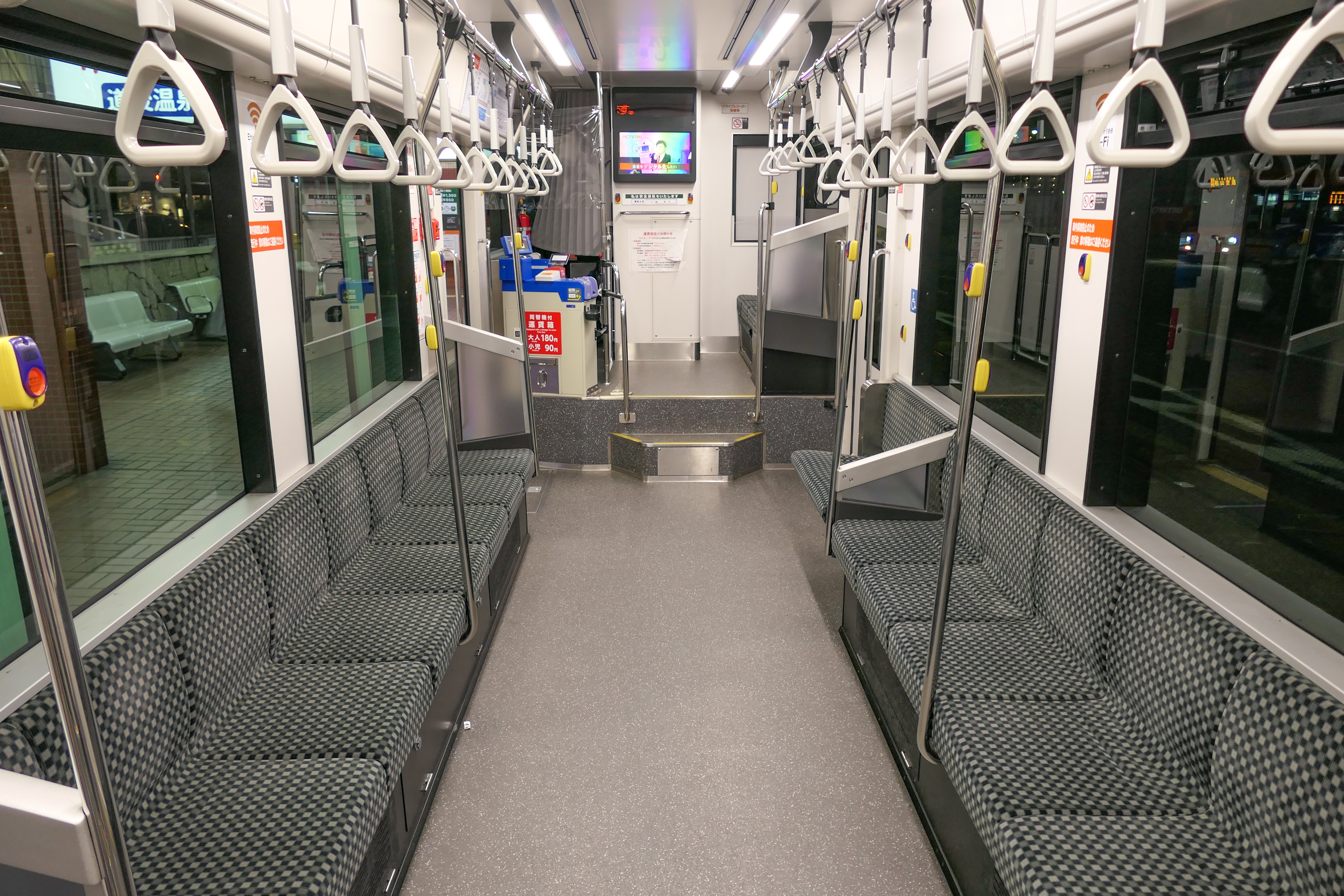
路面電車における降車ボタン設置事例
(伊予鉄道モハ5000形電車)

日本国内では戦後の1950年代にワンマン運転を行う路線バス・路面電車の運行開始により、降車ボタンが設置され始めた。登場当初は押しても光らないボタンで、ボタンを押すと「次止まります」などの表示が点灯する行燈型の停車表示器（客席表示灯）を運転席後方上部に設置していたが、車内混雑時には乗客から停車表示が見えにくいといった問題が指摘されていた。1963年（昭和38年）には前述の問題を解決すべく、当時の王子ダイカスト工業（現・オージ）が日本国内初のランプ付きメモリーブザー（降車合図装置）となる「WS-1」を開発。1970年代に入ると、ゴールドキングなどバス機器メーカー各社が相次いでランプ付き降車ボタンを開発した。
規格制定以前は様々な色や形状のボタンが存在したが、1973年（昭和48年）に日本自動車車体工業会がランプ付き押しボタンの規格として「乗客降車合図用押ボタン（BF-131）」を制定し、ランプ部分のレンズ色（紫）、ボタンのスイッチ部分の色（白）、ボタン本体のサイズなどの仕様が定められた。1990年代まではこの規格に準じたボタンが各メーカーから造られたが、平成以降は国内メーカーが徐々に製造から撤退していった。2004年（平成12年）にはバス関連団体が定めたバス車体規格集において、バリアフリータイプの降車ボタンが定義され、この規格に準じたボタンが開発されるようになり、以降日本国内で自社開発・製造を続けているのはオージとレシップの2社のみとなった。

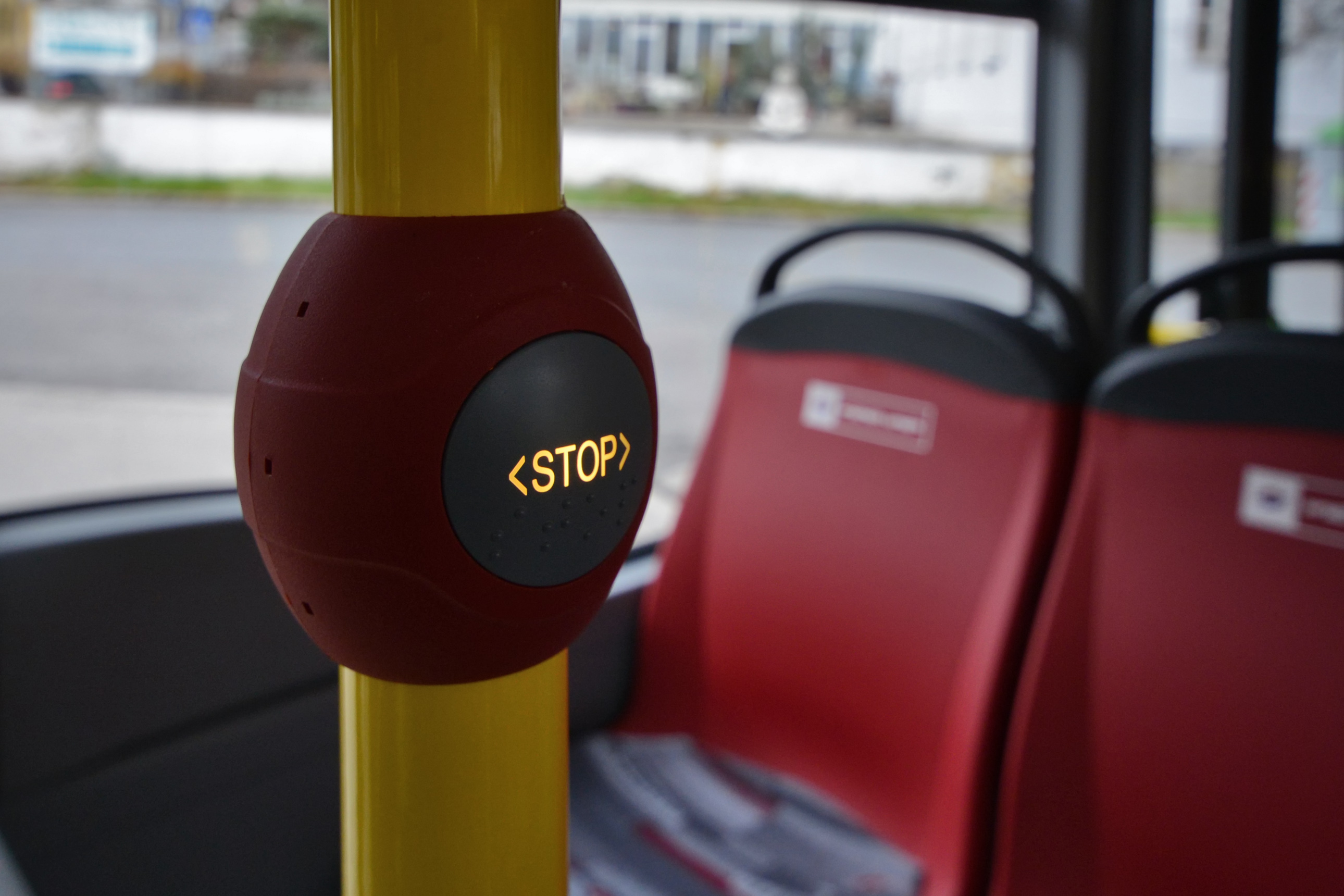
オーストリア・ウィーンの光る降車ボタン

ランプが光る降車ボタンは元祖である日本をはじめ、日本から輸出されてその後定着した韓国や台湾などの一部で採用しているものの、海外ではこれまで光らないボタンが主流となっていた（その代わりに、運転席付近に降車ボタンを押すと「STOP」などと書かれた掲示板が光る装置が設置されていることが多い）。しかし、21世紀頃からはヨーロッパなど海外でも聴覚障害者への配慮としてランプ付き降車ボタンを開発・製造するメーカーが出始め、ドイツ・TSL-ESCHA社ではランプに加えて振動機能を内蔵した降車ボタンも存在する。なお、日本国内でも配線工事を必要としない無線式降車ボタンは光らないボタンを採用し、レシップが販売する無線式降車ボタンはボタンを押す際の力を利用した電磁誘導式自己発電を内蔵することで電源不要でボタンが動作する。

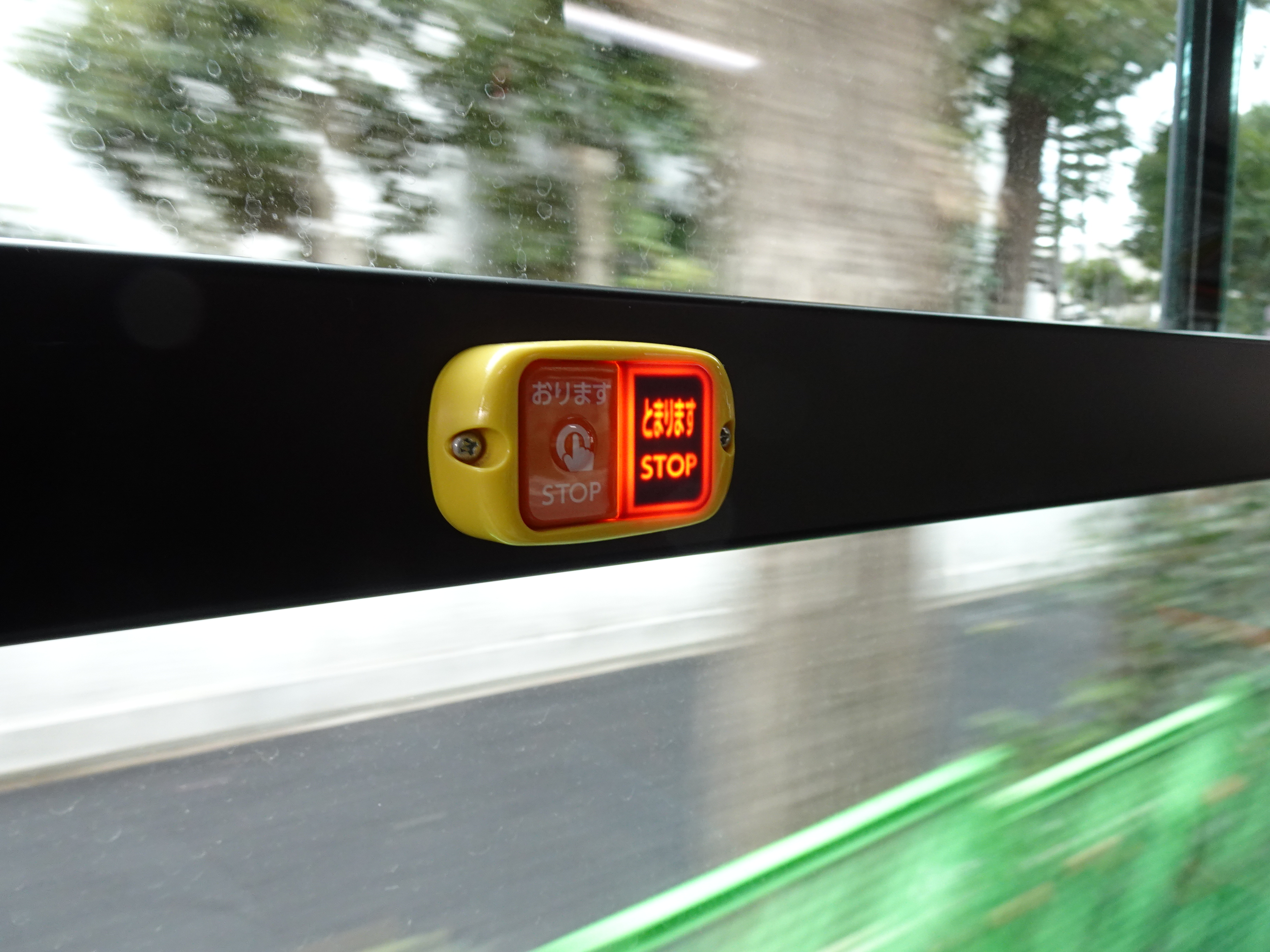
CUDを考慮してオレンジに近い色で光るグローバル対応の降車ボタン(点灯時)
（オージ製・WS-280GR-J1）

これまで、光るランプの表示部分は「とまります」という表記が一般的だったが、外国人利用者に配慮してボタンおよびランプ表示部に「STOP」が併記されたグローバル対応モデルが2018年にオージから登場した。一方、レシップは2019年に登場したKSP-520シリーズから、押しボタン部分をSTOP表記に変更し、ランプ部分はバスのピクトグラムを採用した。ランプの光源は当初電球式だったものの、1980年代にLED式の登場以降は徐々にLED式が主流となっていき、ランプの長寿命化が図られている。2023年度には日本自動車車体工業会がバス用乗客降車合図装置の規格改定を検討する中で、従来から使用されてきたランプ部分の紫レンズに赤色発光が色弱者には見えにくいとの声が挙がり、降車ボタンを開発するオージとレシップではカラーユニバーサルデザイン（CUD）を考慮して、現行製品ではランプ色を赤色からオレンジに近い色へ変更している。なお、オージのWS-280シリーズではオプション設定として白色LEDを使ったボタンも存在する。

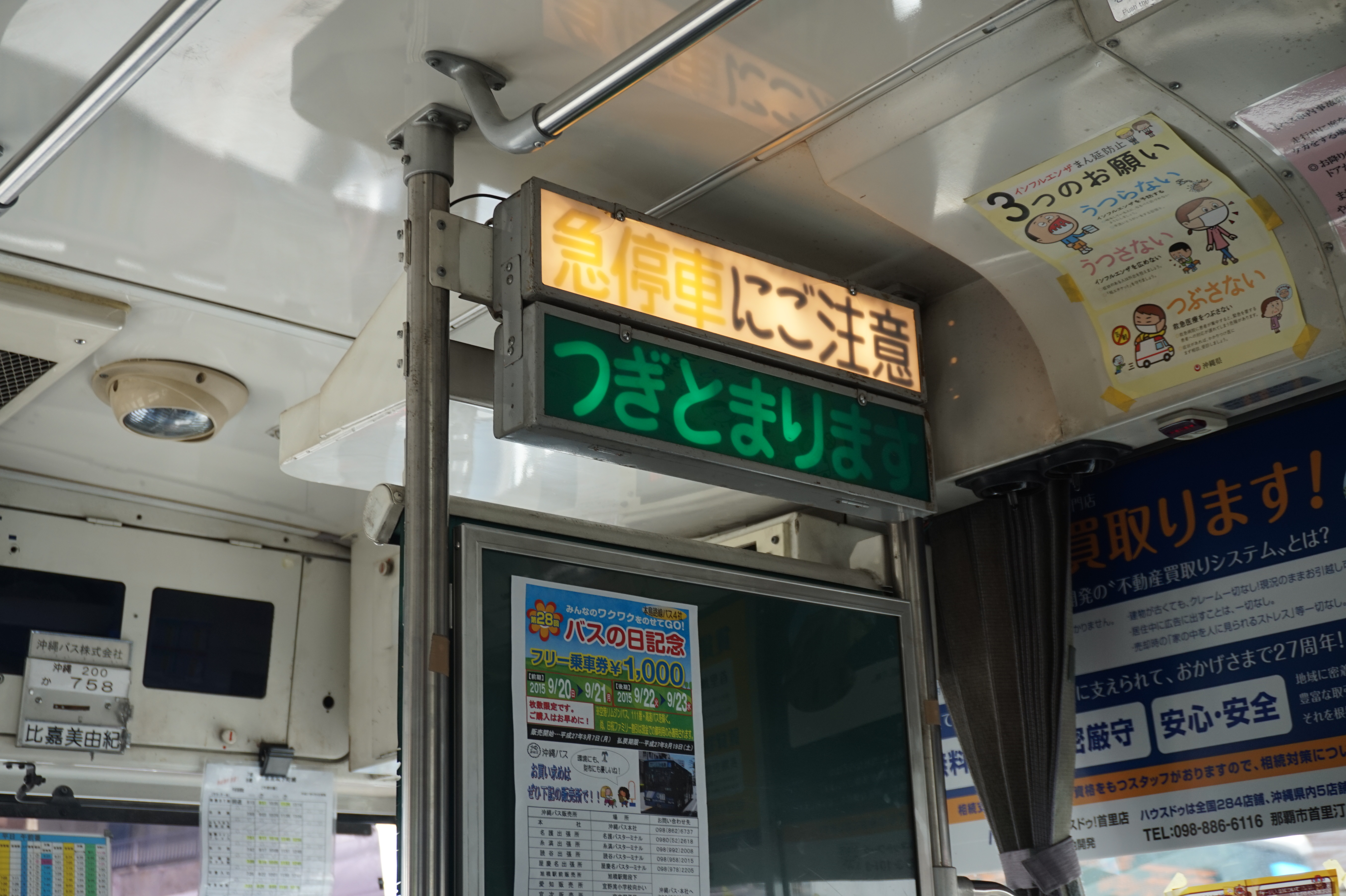
運転席後部の「停車表示器」

1980年代以降、デジタル表示式の運賃表示器が登場したことにより、多くの運賃表示器で降車ボタンと連動して「次とまります」などの表示ができるようになったが、一部では「次止まります」の表示が点灯する行燈型の停車表示器（客席表示灯）を引き続き設置する事業者もあり、降車ボタンを製造するオージやレシップでも2024年現在、停車表示器を販売商品として取り扱っているほか、ウィンカーやブレーキと連動して左折・右折やブレーキ操作を知らせて車内事故防止の注意喚起を促す機種も存在する。

### 設置場所

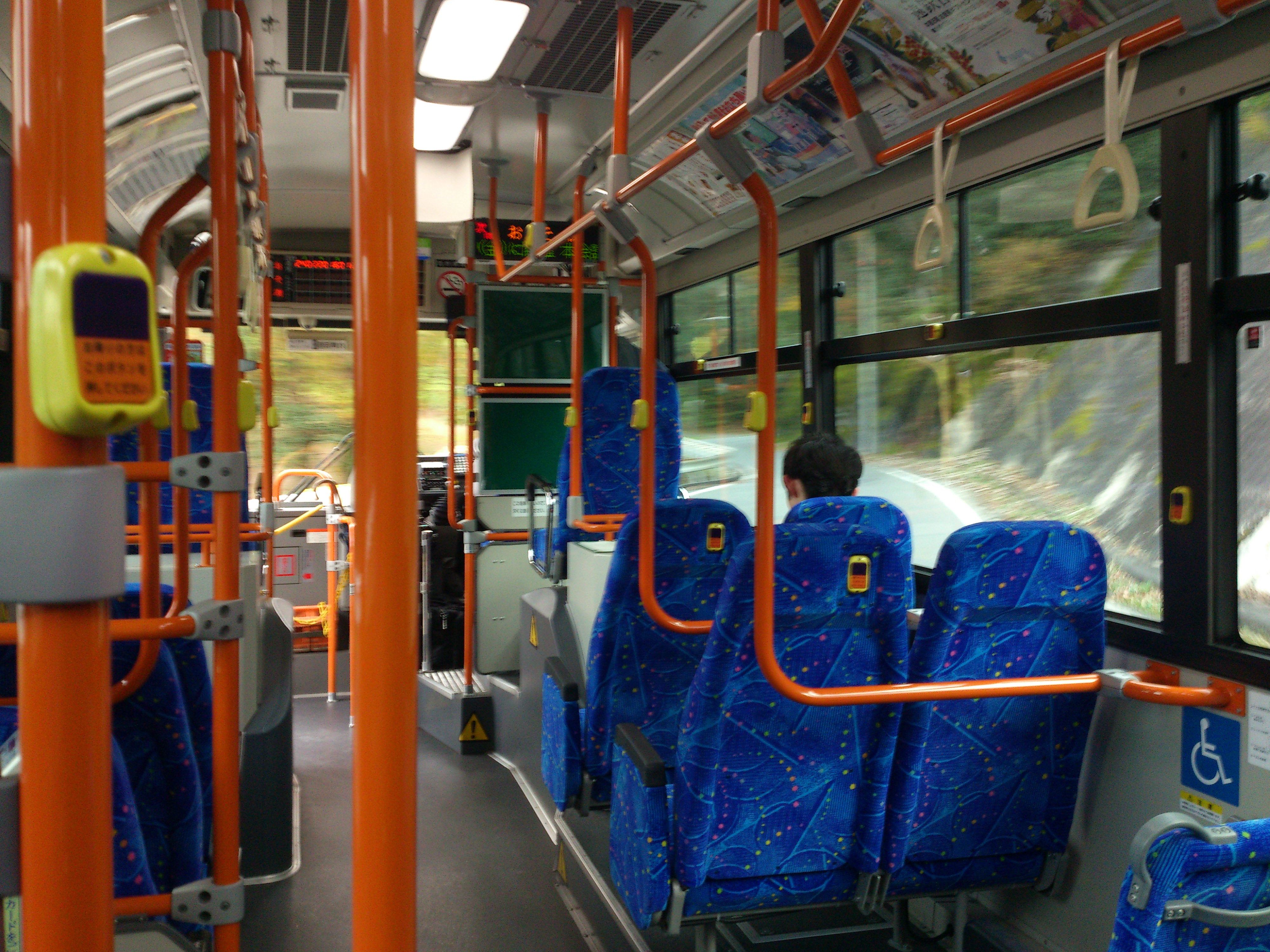
移動等円滑化整備ガイドラインに準じて設置された路線バスの降車ボタン

日本国内ではかつて、明確な規定が無かった為、事業者毎に降車ボタンの設置場所は様々であったが、2000年代に国土交通省が定めた公共交通機関の車両等に関する移動等円滑化整備ガイドラインでは、わかりやすく押し間違えにくい位置に設置することが明記され、併せて縦手すりに配置する降車ボタンは床面より1,400 mmの高さに、座席付近の壁面に配置する降車ボタンは床面より1,200 mmの高さに設置するという明確な規定が盛り込まれた。これにより、2000年代以降に製造された車両については、このガイドラインに準じて降車ボタンが設置されている。なお、車両1台あたりに設置される降車ボタンの数は、大型バスの場合で平均30～40個前後とされる。海外では、天井に設置されていることもあり、日本でも前述のガイドライン策定以前に製造されたバスでは天井に設置するケースが見られたが、現在では高速バスなど一部に限られる。

### 派生製品
2000年代に入ると夜間高速バス向けの製品として、車内での体調不良や緊急事態（バスジャック等）を運転士に知らせる車内緊急通報装置が開発され、通報ボタン（SOSボタン）は降車ボタンをベースとしている。
2020年代以降、日本各地の幼稚園・保育園等でバス車内における子どもの置き去り死亡事故が相次いだことを受け、政府は通園バスに安全装置の装備を義務付けることになった。国土交通省が策定した「送迎用バスの置き去り防止を支援する安全装置のガイドライン」に基づき、バス機器メーカー各社も製品開発を始め、このうち2022年には国内メーカーのオージとレシップが、自社でそれぞれ開発した無線式降車ボタンをベースとした安全装置を相次いで発売した。

## 主なメーカー

### 現在販売中のメーカー
- オージ（旧・王子ダイカスト工業） - 日本国内シェアの7割以上を占める[25]
- レシップ（旧・三陽電機製作所）
- ゴールドキング - 現在はレシップからのOEMで販売[26]
- レゾナント・システムズ（旧・ネプチューン） - 現在はレシップからのOEMで販売[27]

### 過去に販売していたメーカー
- ナイルス部品販売
- 大光電気
- 泰平電機
- 森尾電機
- 稲垣工業
- 羽深製作所[28]

上記以外にも、熊本市電のようにパナソニック製の丸型押釦（呼び出しボタン）やEAO製のドアスイッチを降車ボタンとして設置しているケースもある。

## ギャラリー

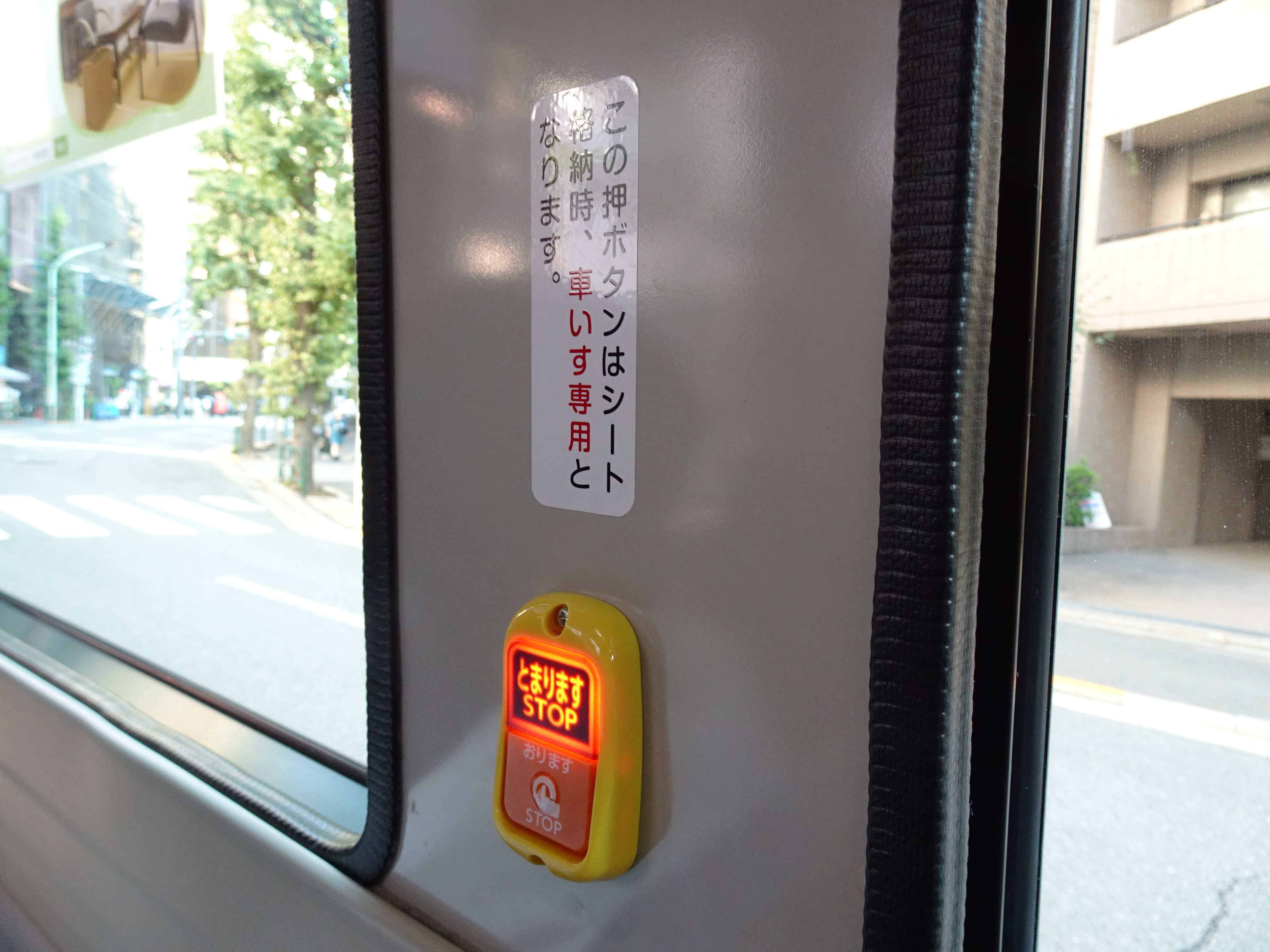
オージ製「WS-280-J1」
オージ製「WS-261S」
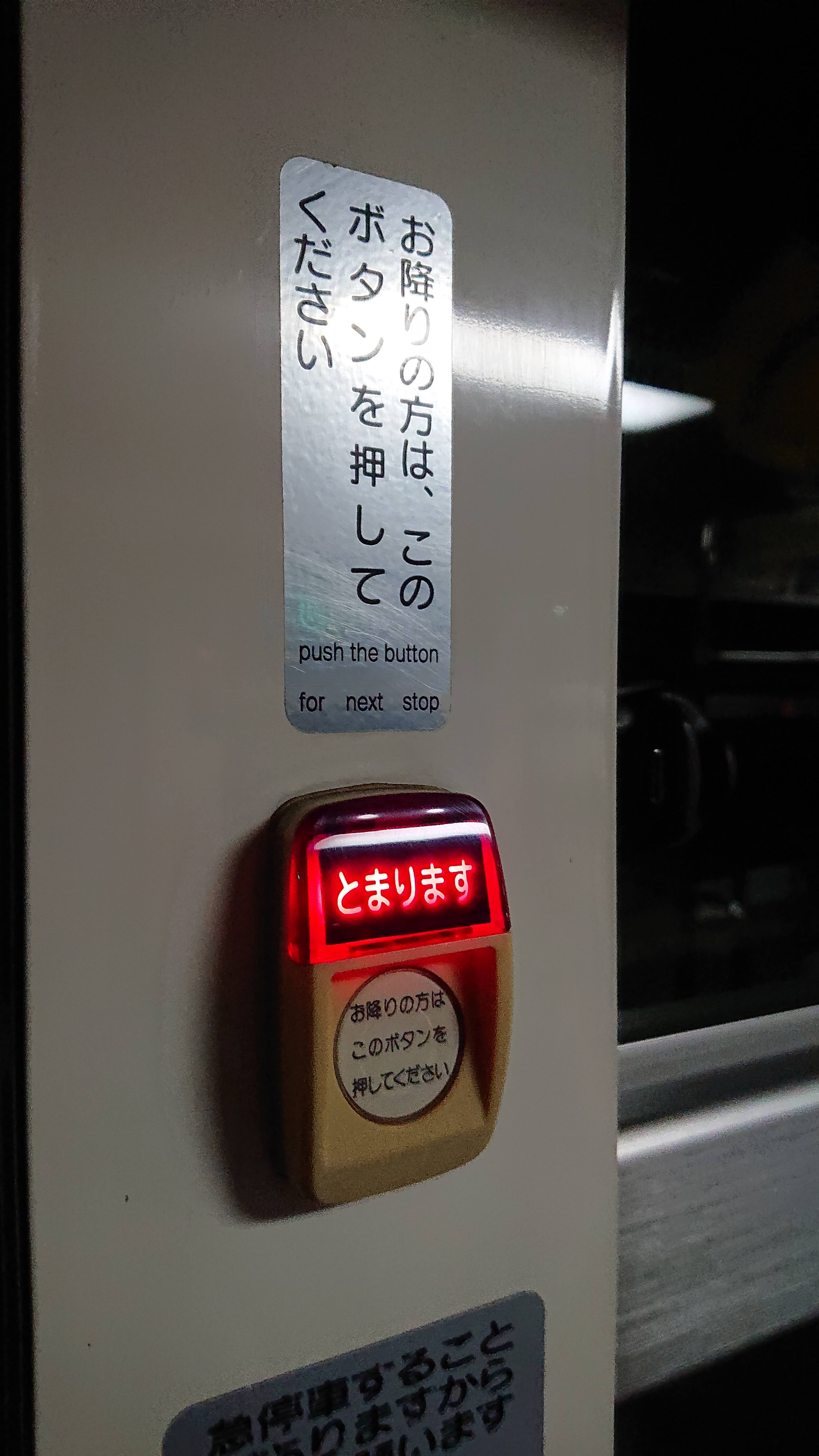
オージ製「WS-240S」
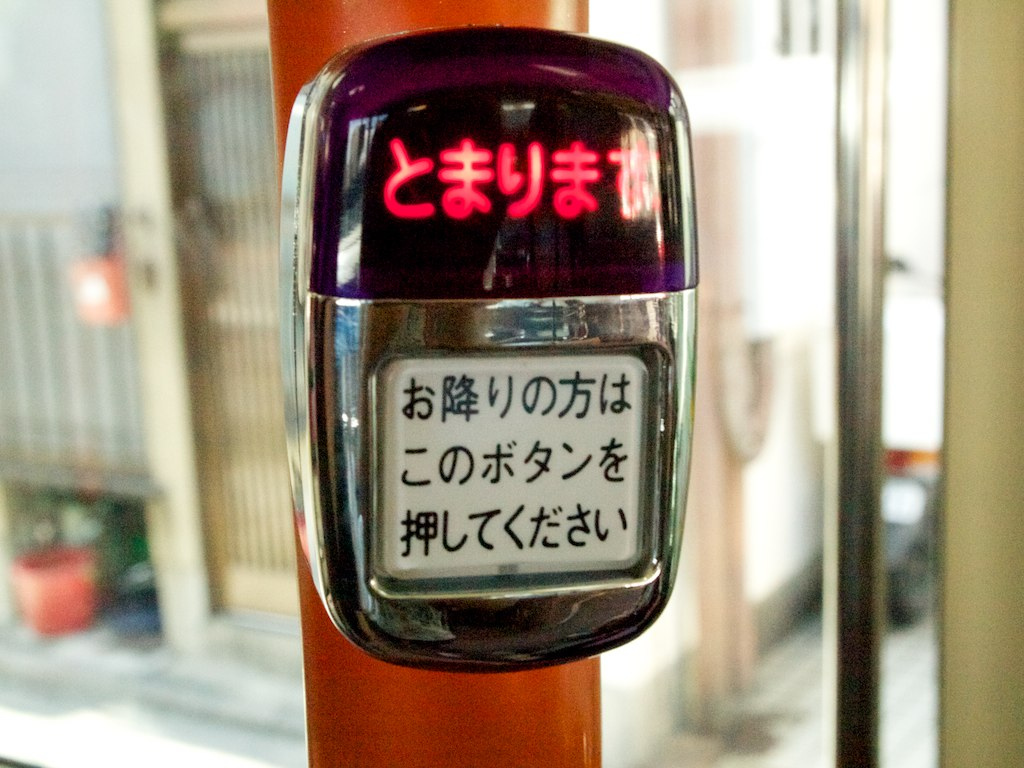
オージ製「WS-230S」
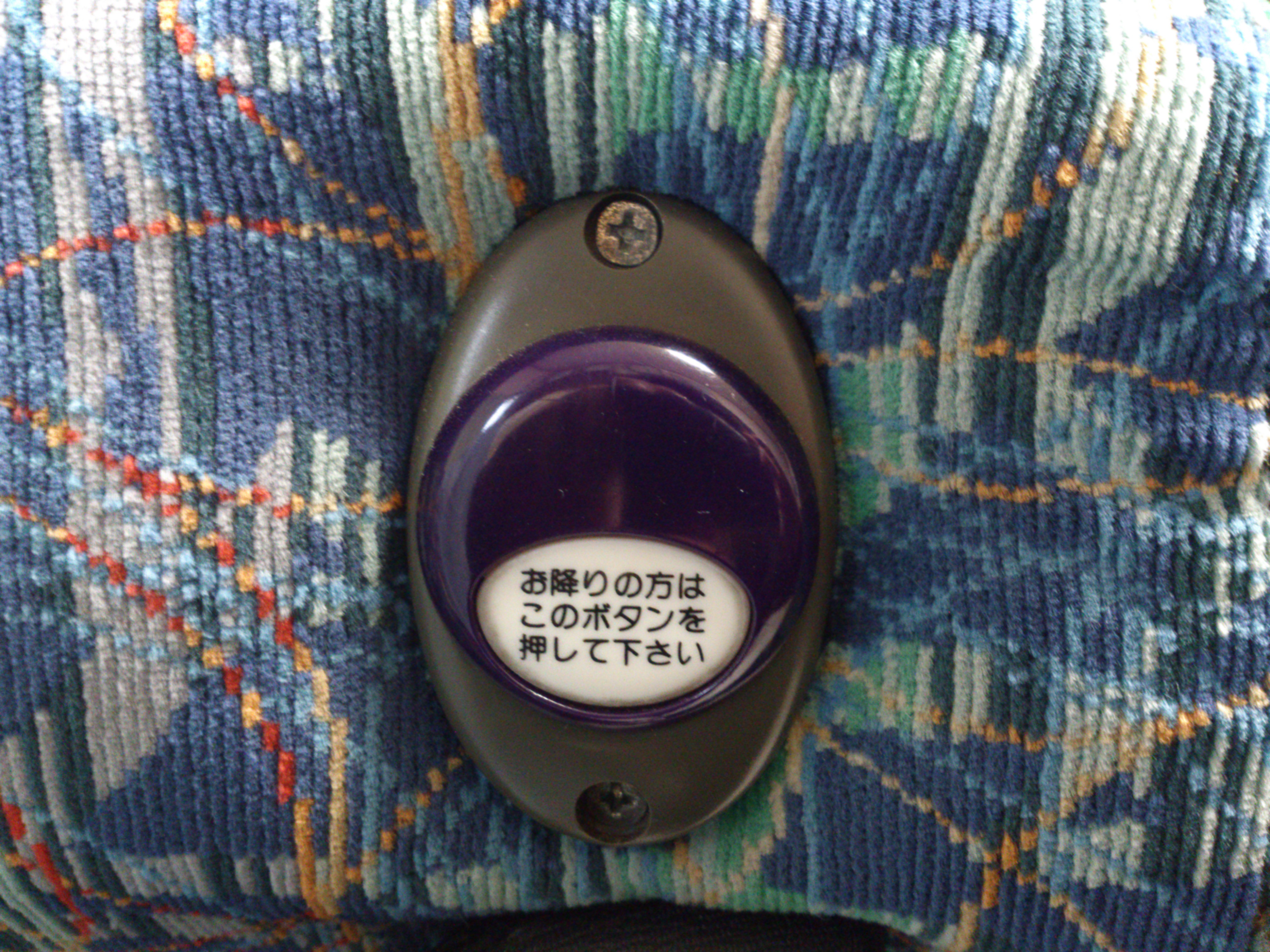
ゴールドキング製「DFPH-PLSF1」
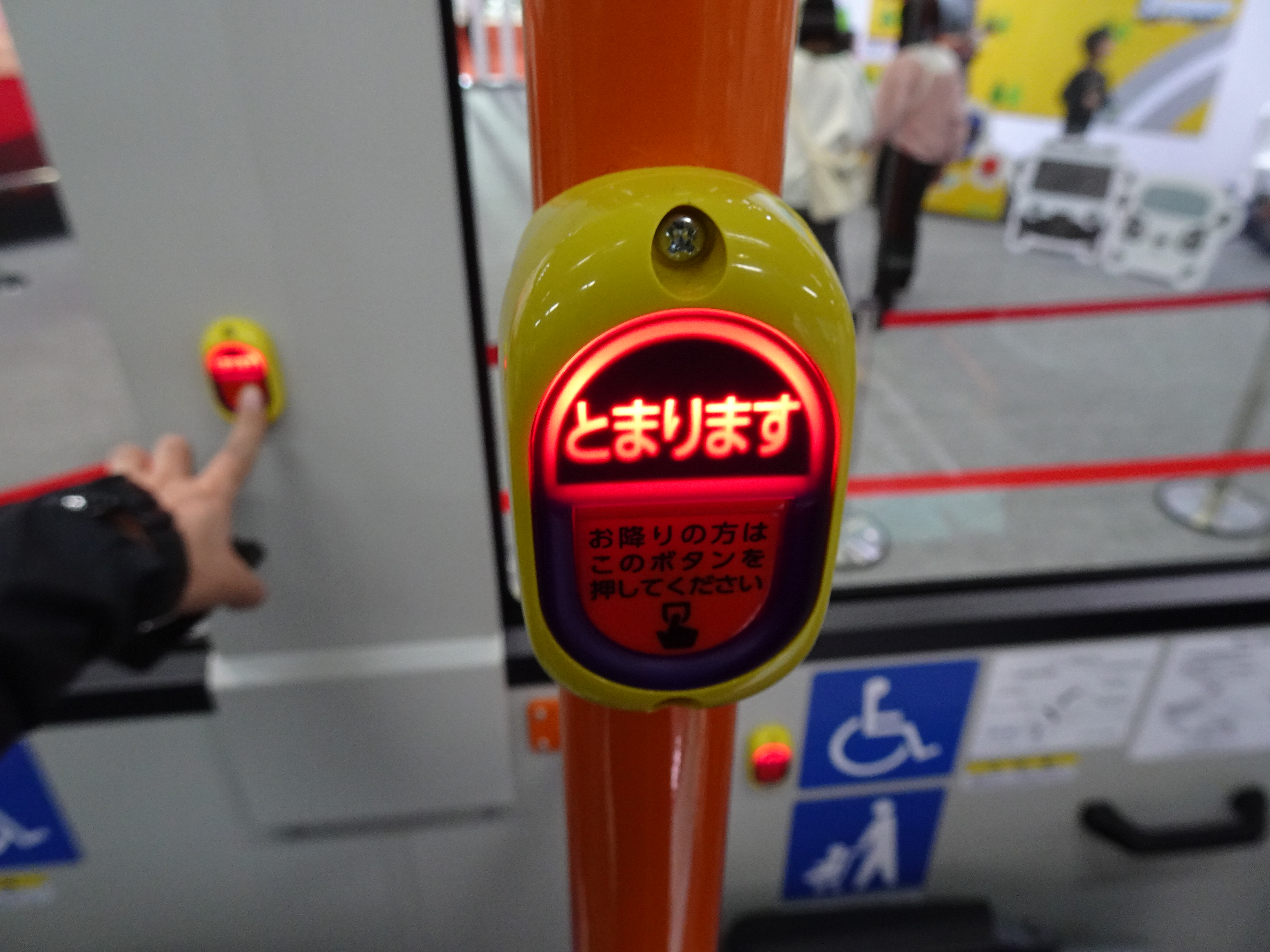
レシップ製「KSP-500」
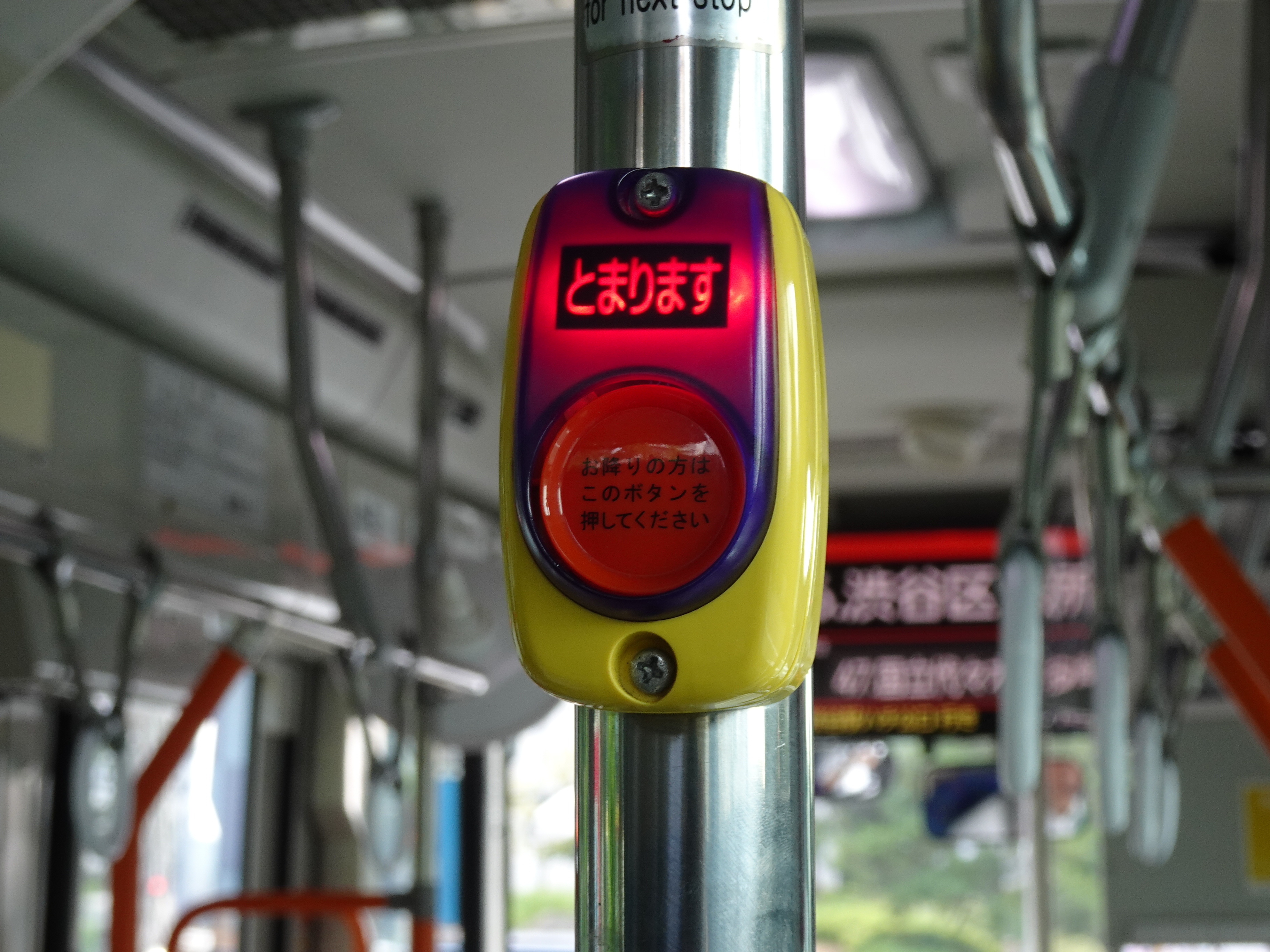
レシップ製「KSP-400-2」
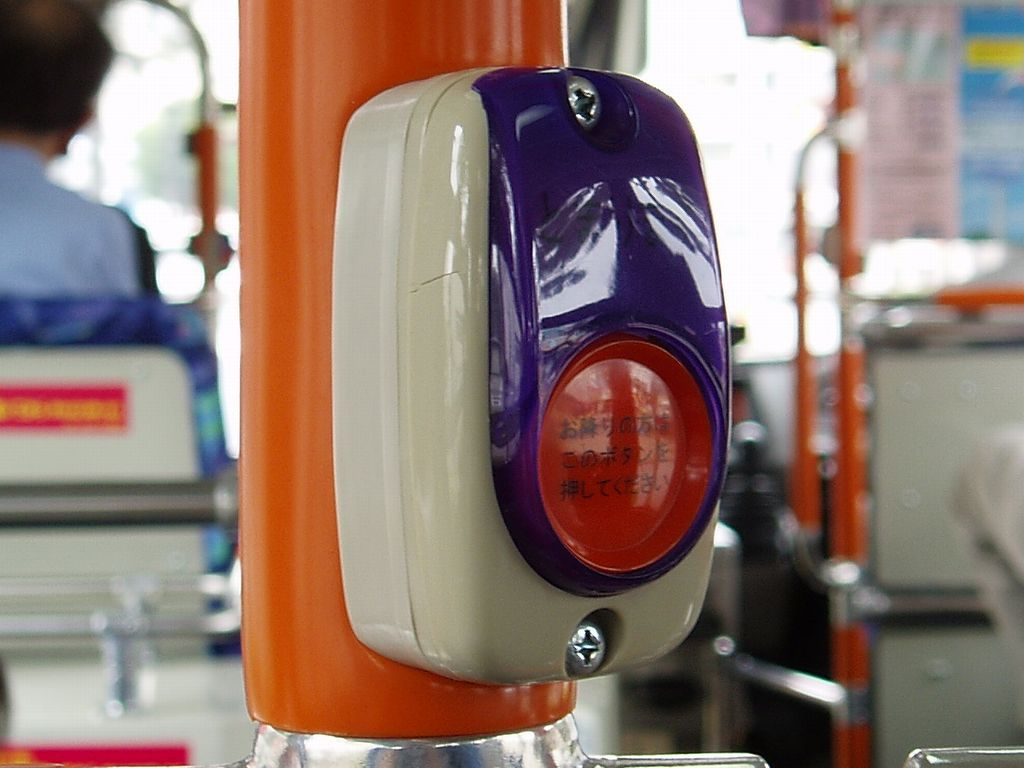
レシップ製「KSP-400」
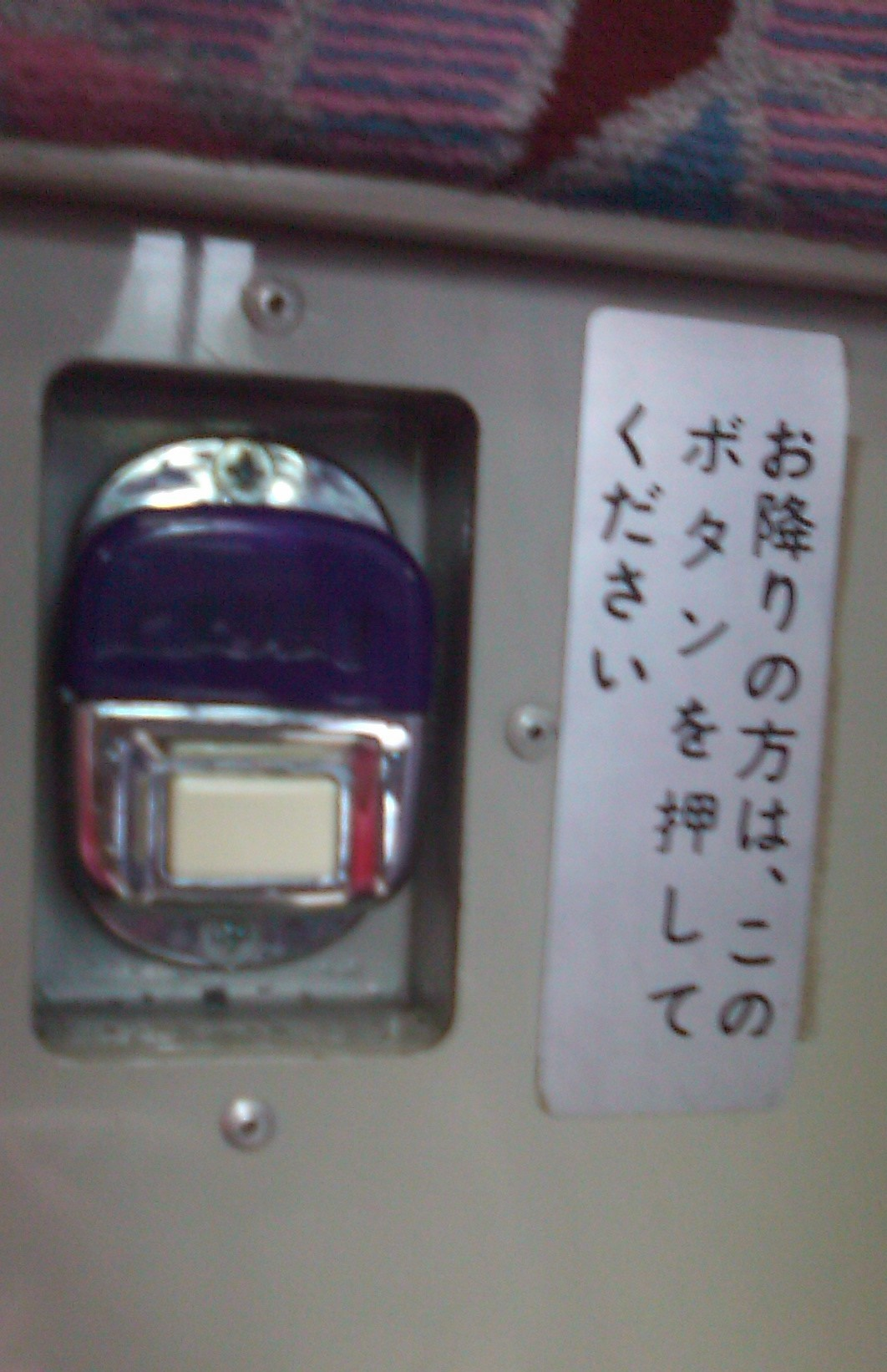
レシップ製「KSP-040」
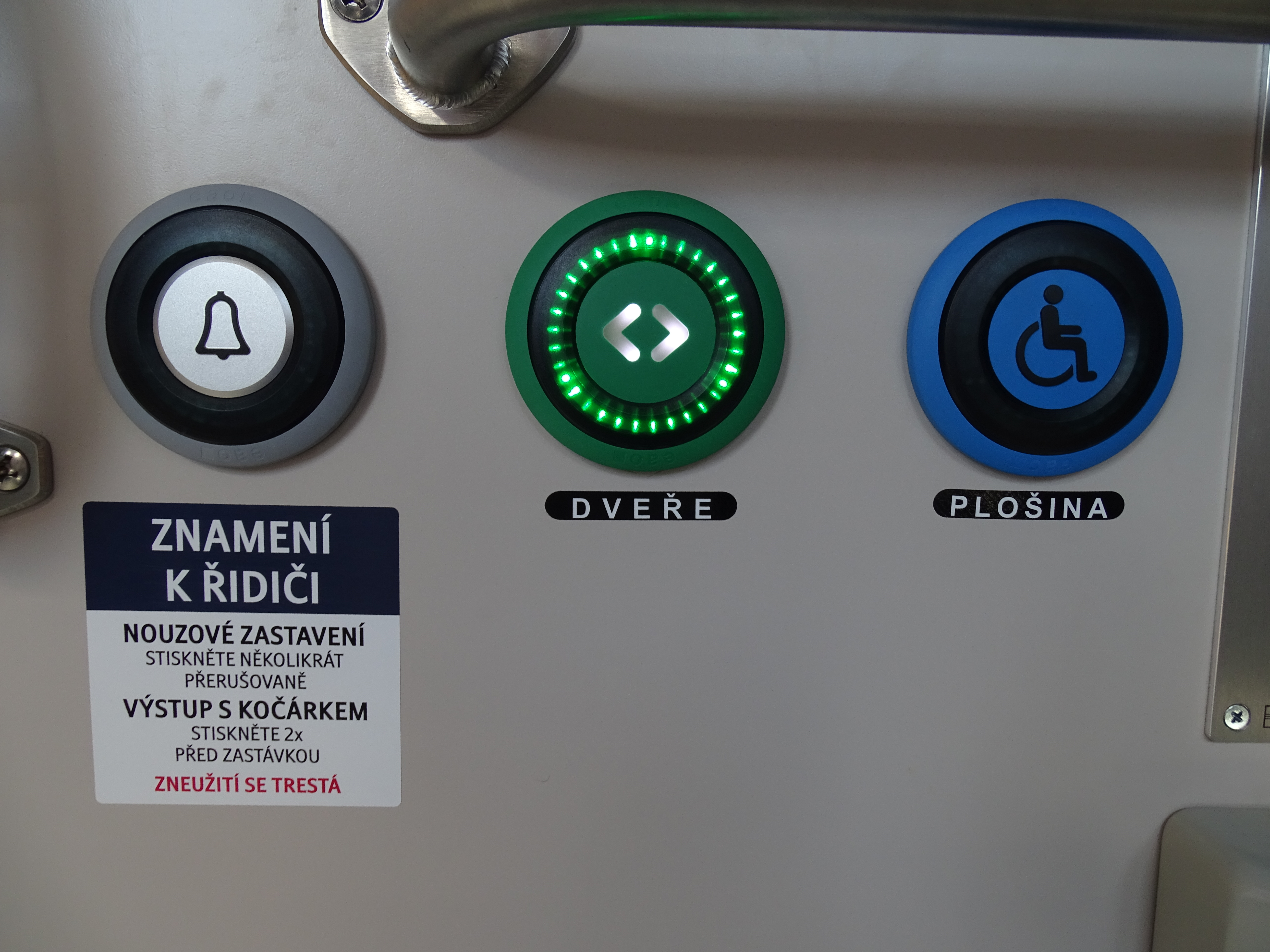
スイス・EAO製 (チェコ・オロモウツ市電での設置例)
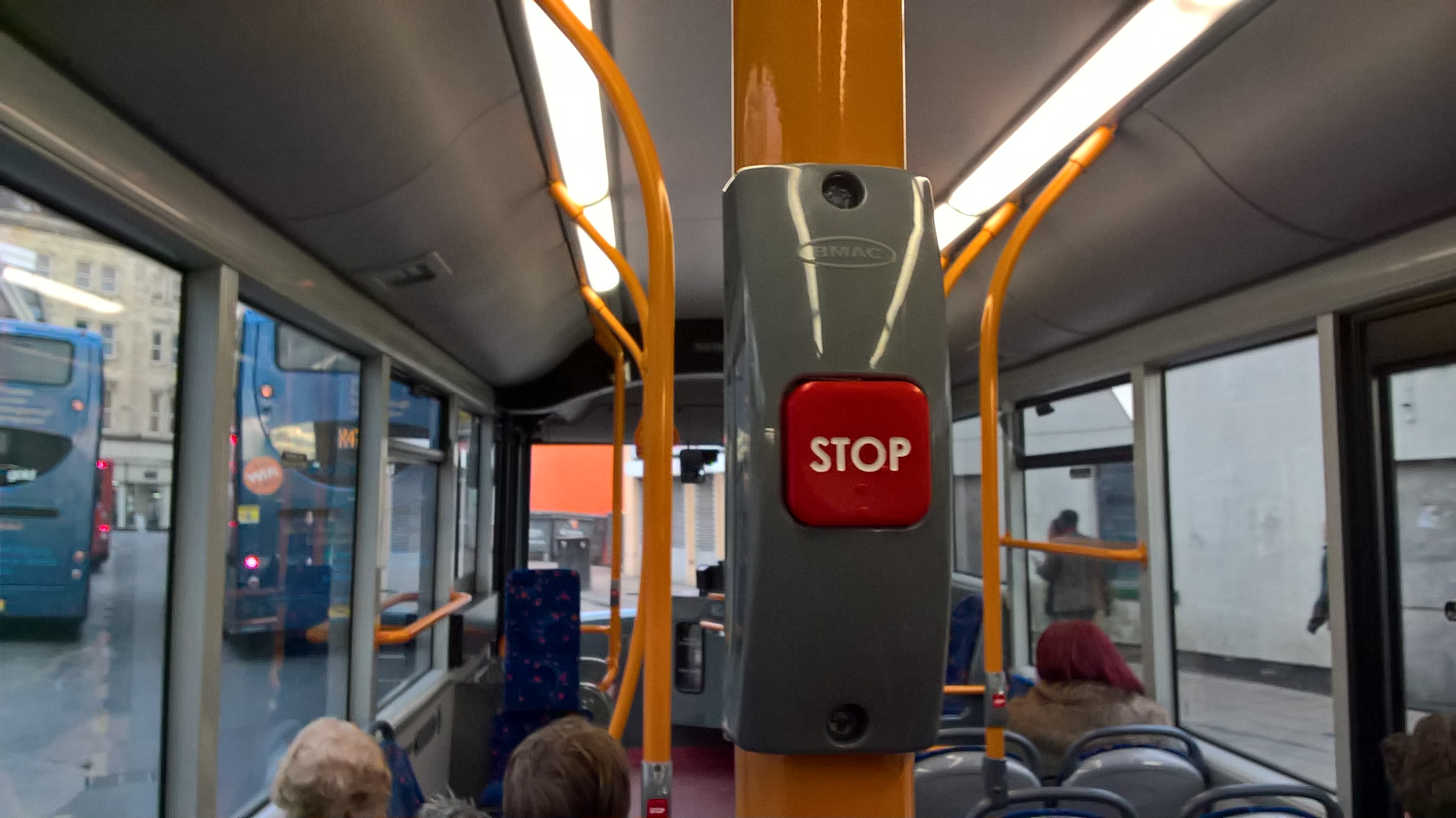
イギリス・BMAC製 (イギリスでの設置例)
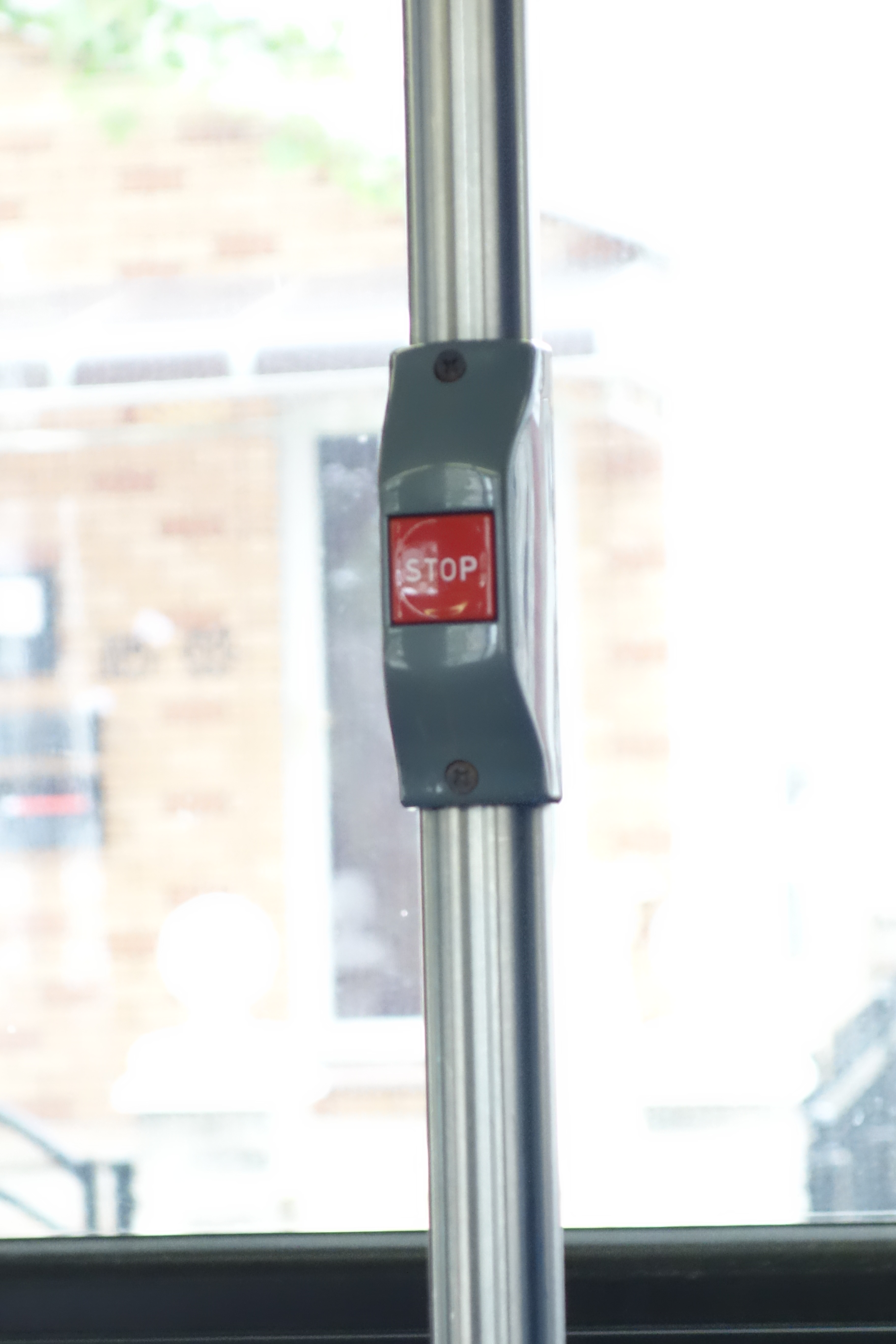
ドイツ・HAPPICH製 (アメリカでの設置例)
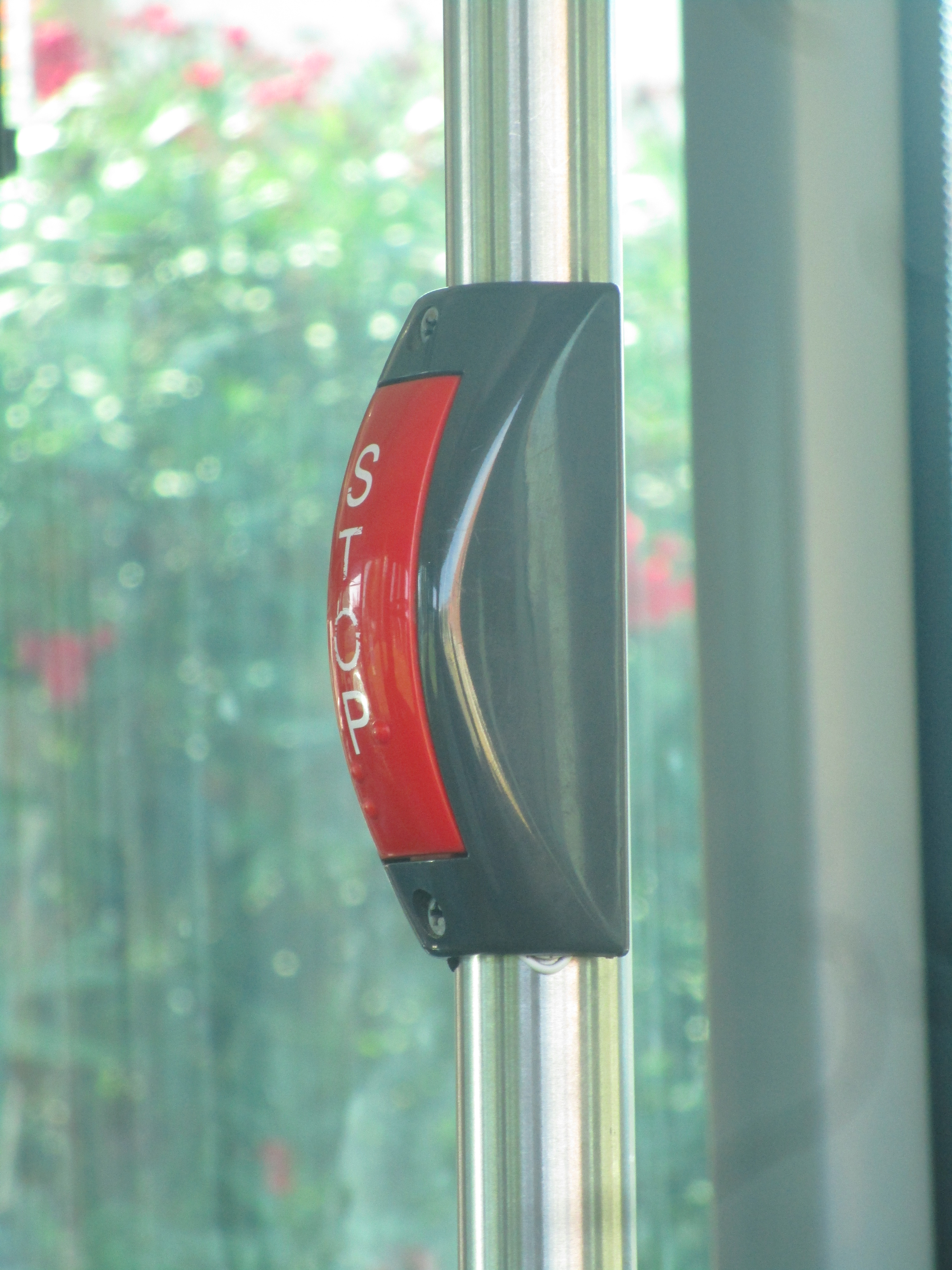
イタリア・PRIMA製 (フランスでの設置例)
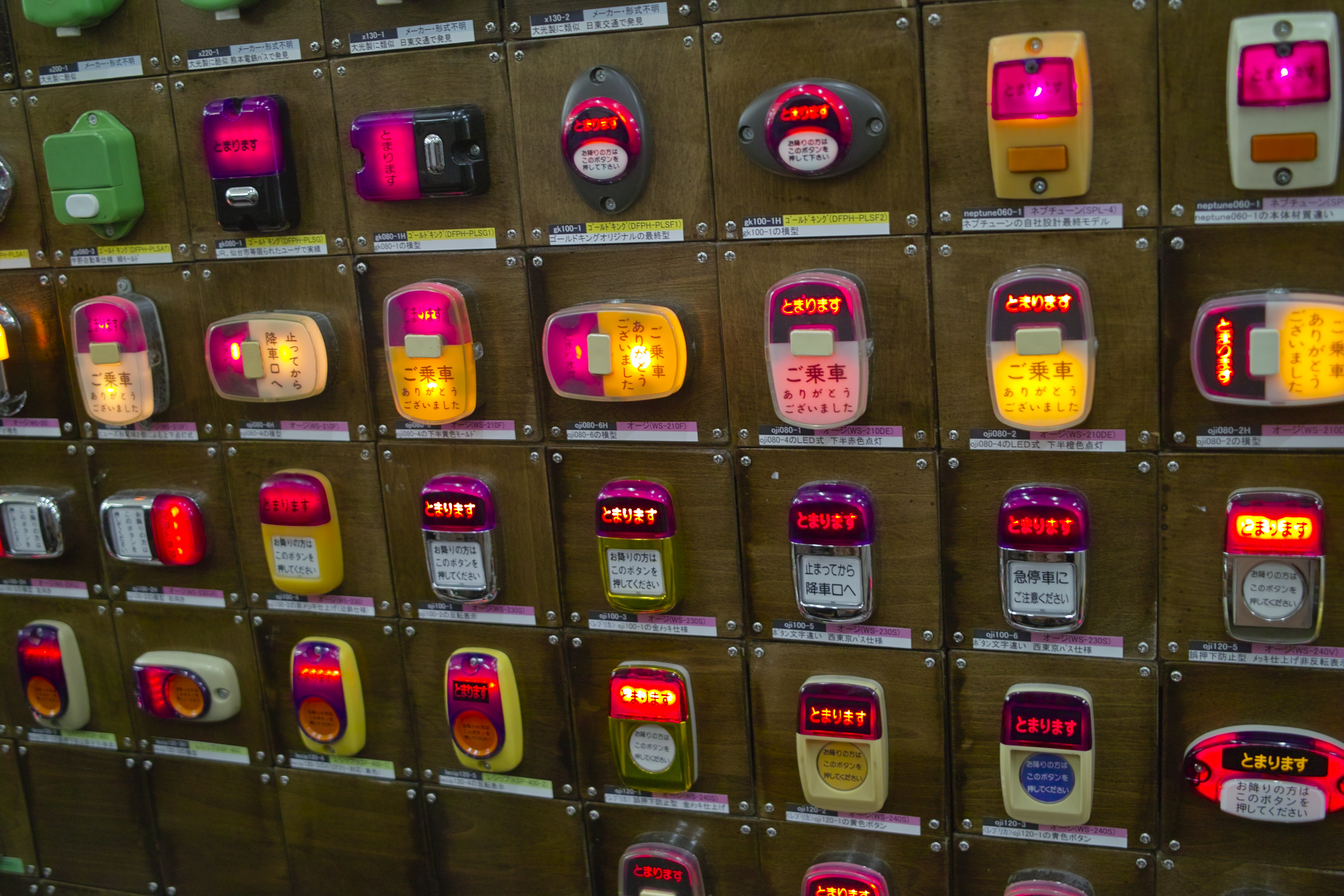
各社の歴代製品を集めた降車ボタンの展示会
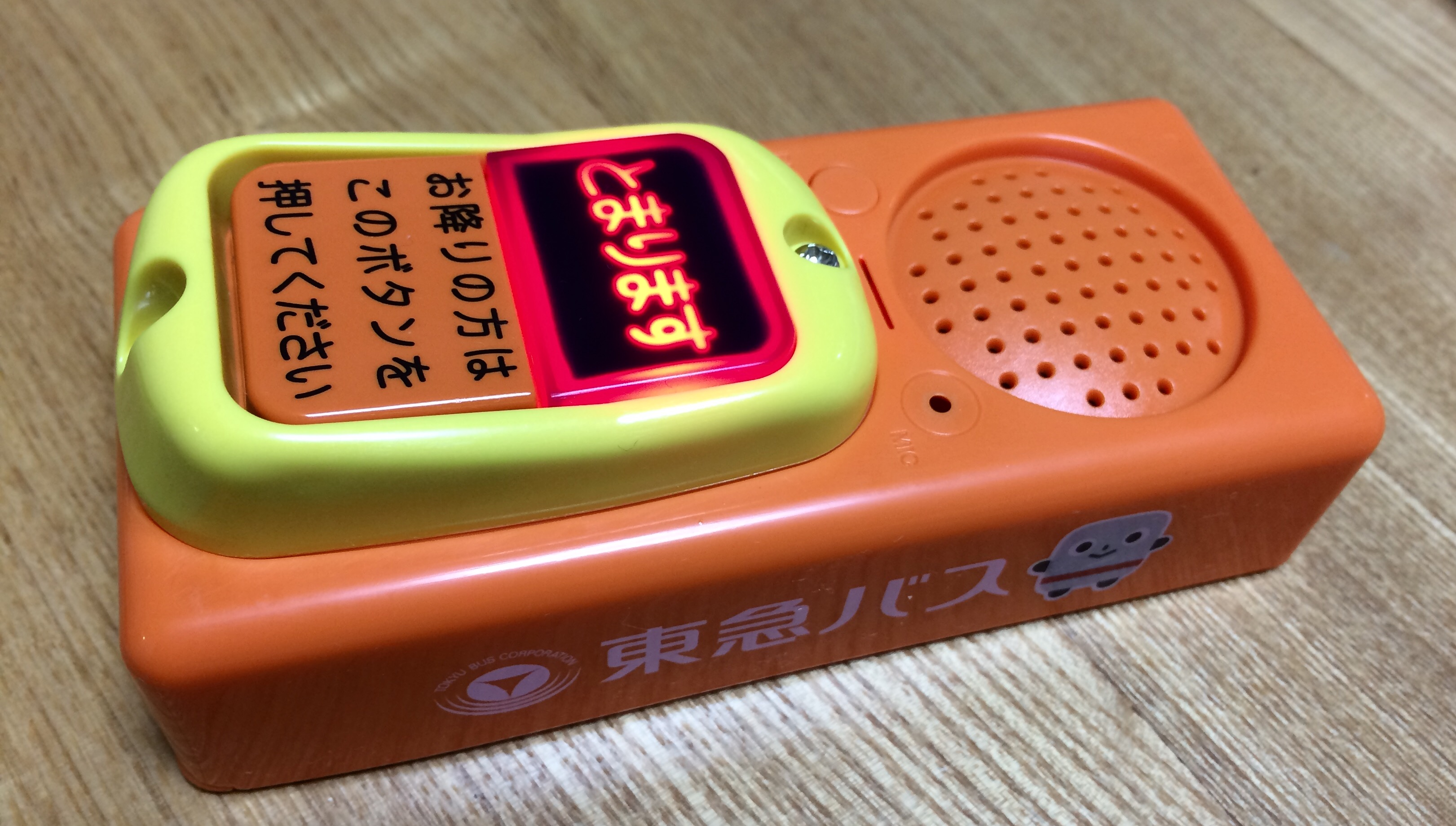
2015年から販売された工作キット「東急バス降車ボタンキット」